# 제25공군
제25공군(영어: Twenty-Fifth Air Force (25 AF))은 첩보 공군(영어: Air Force Intelligence)으로도 알려진 미국 공군의 군사첩보 조직이자 서수 공군이었다.

## 임무
첩보, 감시 정찰(ISR) 생산, 애플리케이션, 적합성, 자원, 사이버 및 지리공간 전력, 국가안보국(NSA)과 중앙보안국 (CSS)를 근무암호화구성군으로서 암호학 활동에 대응하였다.

## 역사
2014년 7월 14일, 미국 공군의 장관과 공군참모총장은 공군 ISR국을 제25공군으로 재편성한다고 발표하였다.
2014년 9월 29일, 현장운영청 (FOA)인 공군 ISR국을 작전부대로서 전환하고 서수 25번을 부여하였다. 제9정찰비행단 (9 RW)와 제55비행단을 제25공군에 이전하였다. 텍사스주 랙랜드 공군기지에 본부를 두었다. 미국 공군 본부에서 공중전투사령부으로 10월 1일에 제25공군이 예속되었다.
2019년 10월 11일, 현실과 사이버스페이스의 군사첩보 활동을 통합하기 위해 첩보 공군인 제25공군과 사이버 공군인 제24공군이 합쳐서 제16공군을 미국 공군의 두 번째 사이버 공군으로서 재소집하였다.

## 조직

### Wings
- 제9정찰비행단 (9 RW), 캘리포니아주 벨 공군기지
- 제55비행단 (55th WG), 네브라스카주 오펏 공군기지
- 제70ISR단 (70th ISR Wing, 지상부대), 메릴랜드주 포트 조지 G. 미드
- 제363ISR단 (363rd ISR Wing, 지상부대), 버지니아주 랭글리 비행장
- 제480ISR단 (480th ISR Wing, 지상부대), 버지니아주 랭글리 비행장
- 제102정보단 (102 IW, 지상부대), 메사추세츠주 오티스 공군국가방위대기지
- 제181정보단 (181 IW, 지상부대), 인디애나주 테레 호테 공군국가방위대기지
- 제184정보단 (184 WG, 지상부대), 캔사스주 맥코넬 공군기지

### Centers
- 공군기술응용센터, 플로리다주 패트릭 공군기지

## 기록

### 계보
- 1948년 10월 20일, United States Air Force Security Service→미국 공군 보안근무대로서 설립됨.

1948년 10월 26일, 주요사령부로서 조직됨.
1979년 8월 1일, 재편성됨: Electronic Security Command→전자보안사령부.
1991년 10월 1일, 재편성됨: Air Force Intelligence Command→공군첩보사령부.
1993년 10월 1일, 재편성됨: Air Intelligence Agency→공군첩보청.
2007년 6월 8일, 재편성됨: Air Force Intelligence, Surveillance, and Reconnaissance Agency→공군 첩보, 감시, 정찰청.
2014년 10월 1일, Twenty-Fifth Air Force→제25공군으로 재편성됨.
- 2019년 10월 11일, 해산함.

### 소속
1. 미국 공군 본부, 1948년 10월 26일
2. 공중전투사령부, 2001년 2월 1일
3. 미국 공군 본부, 8 2007년 6월 8일
4. 공중전투사령부, 2014년 10월 1일

## 같이 보기
- 국가정찰국
- 해군정보국

## 참고

### 인용
1. ↑  Jarrod, Chavana (2014년 7월 14일). “AF ISR Agency realigns as 25th AF” (영어). Air Force ISR Agency Public Affairs. 2014년 7월 30일에 원본 문서에서 보존된 문서. 2014년 7월 16일에 확인함.
2. ↑  Brian, Everstine (2014년 7월 14일). “Air Force to cut thousands of installation support jobs, create new command for surveillance”. 《Air Force Times》 (영어). 2014년 7월 16일에 확인함.
3. ↑  “ACC announces 24th and 25th NAF merger” (영어). Air Combat Command Public Affairs. 2019년 4월 5일. 2019년 11월 13일에 확인함.
4. ↑  Lori A. Bultman (2019년 10월 11일). “Air Force integrates missions, strengthens information warfare capabilities” (영어). Air Combat Command Public Affairs. Sixteenth Air Force Public Affairs. 2019년 11월 13일에 확인함.

### 자료
- “Twenty-Fifth Air Force (ACC)” (영어). Air Force Historical Research Agency. 2023년 7월 25일에 확인함.